# 3082 Dzhalil
3082 Dzhalil (1972 KE) là một tiểu hành tinh vành đai chính được phát hiện ngày 17 tháng 5 năm 1972 bởi Smirnova, T. ở Nauchnyj. Nó được đặt theo tên a soviet tatar poet Musa Jalil.